# Basil Al Bayati
Basil Al Bayati (nacido 13 de mayo de 1946) es un arquitecto, diseñador y escritor iraquí que ha vivido y trabajado mayormente en Europa, en particular, en Londres (Reino Unido) y al que Neil Bingham en su libro 100 Años de Dibujos de Arquitectura: 1900-2000 ha calificado como «un arquitecto en quien el Oriente se encuentra con el Occidente».  Al Bayati es considerado como uno de los nombres más importantes en la Arquitectura Metafórica, un área que estaba a la vanguardia de pionero, que utiliza la analogía y la metáfora como una base para la inspiración arquitectónica, así como la "exploración de geométrica y patrones de diseño que se encuentran en la naturaleza".
También es el inventor de lo que él llamó "el mecanismo de la wasitah (o aparato excitante)" un mecanismo de retroalimentación geométrica para generar la forma y un método que él mismo utiliza a menudo en el proceso de diseño.
A lo largo de sus casi 50 años trabajando en el campo de la arquitectura, también ha diseñado muebles y piezas artísticas para el hogar usando técnicas variadas como metalistería, taracea, cristalería, trabajos de cerámica y piedra, así como la autoría de 9 libros, principalmente sobre la arquitectura pero también la fantasía / ficción y autobiografía.
"Su trabajo se manifiesta en planes y publicaciones que expresan una exuberancia de formas visuales poco comunes en el mundo árabe de hoy ...... Sus proyectos abarcan una amplia variedad de posibilidades arquitectónicas y trascienden las pautas generalmente aceptadas ....... En todos sus edificios una obsesión orgánica con formas de flores y antigua simbología islámica se ha fusionado en una arquitectura fantástica alternativa para el futuro."
Actualmente reside en Málaga en el sur de España donde dirige un centro de arquitectura y cultura de éxito, además de continuar su escritura.

## Primeros años y educación
Basil Al Bayati nació el 13 de mayo de 1946 en el barrio de Adhamiya de Bagdad, el sexto de diez hijos.
Comenzó sus estudios de arquitectura en la Facultad de Arquitectura del Colegio Universitario de Ingeniería, Universidad de Bagdad, bajo la dirección del Dr. Mohamed Makiya.
Poco después se convirtió en miembro de la Unión Ingeniería Iraquí, la Sociedad de Arquitectos Iraquíes y la Sociedad de Ingenieros de Kuwait.
En 1970 se trasladó a Londres para continuar sus estudios y una vez allí, se le concedió una beca del Consejo Británico  para asistir a University College de Londres, Escuela de Estudios Ambientales, Unidad de Planificación del Desarrollo, estudiando con el profesor Patrick Wakely antes de asistir a la Architectural Association School of Architecture, donde trabajó con Paul Oliver, Geoffrey Broadbent y John Chris Jones.
En el A.A recibió un diploma en el curso de postgrado de "Método de Diseño y Proceso Creativo". Desde aquí, continuó su investigación en la psicología de la creatividad con Andrew Szmidla y pasó un año investigando la ingeniería estructural con Paul Regan antes de adquirir un BSc (Bachelor of Science) de la Politécnica del centro de Londres en 1978. Más tarde ese mismo año fue registrado en el Architects Registration Board (ARB) y en 1980 fue elegido como miembro corporativo de la Real Instituto de Arquitectos Británicos (RIBA). En 1981 se convirtió en miembro (FFB) de la Facultad de Construcción (ahora conocido como el Foro de Medio Ambiente Construido), en 1982 fue elegido miembro del Incorporated Association of Architects and Surveyors  (Asociación Incorporado de Arquitectos y Agrimensores), IAAS (ahora conocido como el Chartered Association of Building Engineers (Asociación Colegiado de Ingenieros de Edificación)), así como el Instituto Británico de Diseño de Interiores (BIID).
En 1986, fue galardonado con el título de Doctor en Filosofía de la Universidad de Londres, Escuela de Estudios Orientales y Africanos (SOAS) por sus estudios sobre la arquitectura islámica.
Después de haber completado su doctorado, Al Bayati pasó tiempo viajando y estudiando diversos tipos de arquitectura indígena en todo el mundo, en particular en la India, China y el Cercano y Medio Oriente y al regresar fue elegido miembro de la Royal Geographical Society (RGS), así como el Royal Asiatic Society (Real Sociedad Asiática) (RAS), el British Society for Middle Eastern Studies (Sociedad Británica de Estudios de Oriente Medio) (BRISMES), y el Society for Moroccan Studies (Sociedad de Estudios Marroquíes).

## Carrera
Después de graduarse de la Universidad de Bagdad, abrió su primera práctica, Basil Al Bayati & Partners, que abrió en Bagdad con una sucursal en Basora.
En 1970 se trasladó a Londres para continuar sus estudios y mientras estudiaba, trabajó en una serie de estudios de arquitectura antes de convertirse en Consultor de Oriente Medio en Fitzroy Robinson & Partners.  Aquí, a mediados de los años 70, trabajó en un proyecto para reconstruir el White City Stadium (Estadio Ciudad Blanca), así como un nuevo desarrollo de Liverpool Street/Broad Street que comprende un terminal de trenes, tiendas, oficinas, hotel e instalaciones comunitarias.
A finales de los años 70 abrió su primera práctica en Londres, Basil Al Bayati Architect, en el número 9 Montpellier Street, frente a Harrods, en Knightsbridge.
En 1983, se trasladó sus oficinas a un antiguo molino que había restaurado y renovado en Miller’s Way (el Camino de Molinero) en Shepherd’s Bush. Esto fue para él el momento más activo en su carrera hasta el momento y fue un periodo muy creativo, diseñando y renovando edificios, tanto en Londres, así como en todo el Oriente Medio. Gran parte de su trabajo en este momento también fue publicado en varios libros, los más notables siendo Basil Al Bayati: Arquitecto y Basil Al Bayati: Obras Recientes, los resultados de una relación fructífera con Andreas Papadakis, de la casa editorial Academy Editions.
En 2003, trasladó sus oficinas a lo que ya era su estudio privado en St. Paul’s Studios, 141 Talgarth Road - en uno de los famosos estudios de artistas diseñado por Frederick Wheeler en 1890.
En 2008, se trasladó a Málaga en España. Allí adquirió un edificio de cinco plantas en la calle Marqués de Guadiaro 3, diseñado por Gerónimo Cuervo, el arquitecto español responsable de algunos de los edificios más emblemáticos de Málaga. Poco después, empezó a trabajar en la renovación total del edificio, convirtiéndolo en un centro de arquitectura, así como su propio estudio de arquitectura.
Según Jim Antoniou, «ha creado una arquitectura basada en símbolos escuetos y nociones históricas que utilizan patrones geométricos que van desde patios cuadrados a zigurats abovedadas; reproduciendo objetos de tamaño exagerado, desde libros abiertos a altas palmeras, y explorando la tecnología desde globos gigantes hasta transbordadores espaciales islámicos. En la realización de todos estos proyectos, Al-Bayati ha demostrado una capacidad de traducir el significado de los símbolos en edificios dinámicos y viables, mientras que conserva la sencillez de su concepto original. Esto es en parte debido a que su trabajo se basa en la investigación reflexiva, y en parte debido a que es capaz de dar forma a lo que son esencialmente nociones simplistas. Él por lo tanto es capaz de crear arquitectura con todas las cualidades y percepciones de los edificios viables inherentes. Porque aunque sus edificios se basan en conceptos simples y con frecuencia se presenta en una escala exagerada, su atención al detalle permite que los constructores permanezcan no muy lejano de sus diseños inusuales».

## Obras Notables

### Gran Mezquita de Edimburgo, 1987

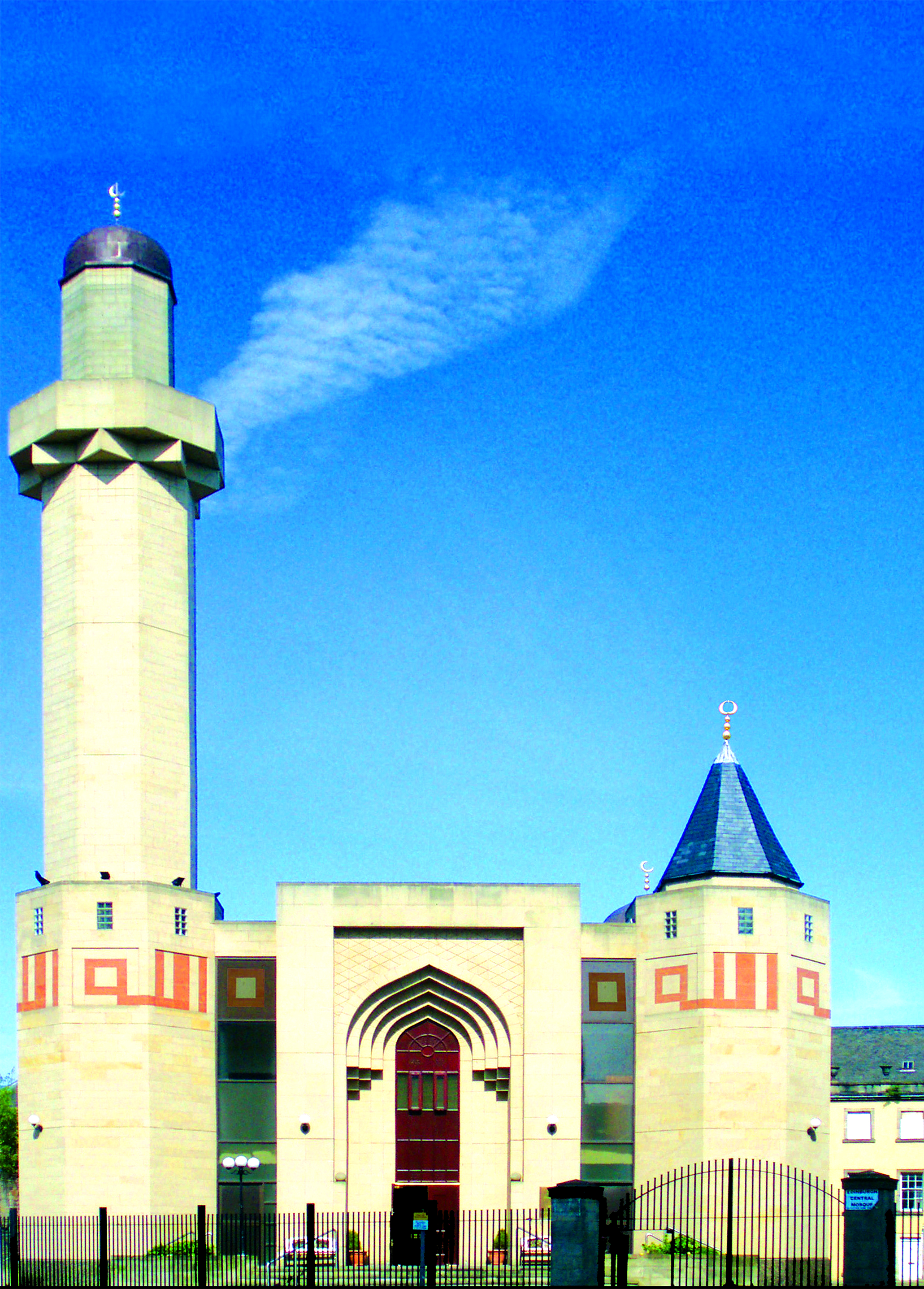
La Gran Mezquita de Edimburgo

Al Bayati es conocido sobre todo por la Gran Mezquita de Edimburgo, de la que Geza Fehervari, Profesor de Arte y Arqueología Islámica en la Universidad de Londres, ha dicho que "Los elementos arquitectónicos y detalles decorativos, mientras que, básicamente, se basan en las tradiciones islámicas, principalmente turcos, interactúan con éxito con las costumbres ancestrales arquitectónicos y decorativos de Escocia".
"El esquema detallado de Al-Bayati combinará los textos caligráficos de la arquitectura de la mezquita con un motivo a cuadros sutilmente derivado de la tela escocesa de tartán".

### La Mezquita de la Palmera, (Jama’a Al-Nakheel) Universidad Rey Saud, Riad, 1984

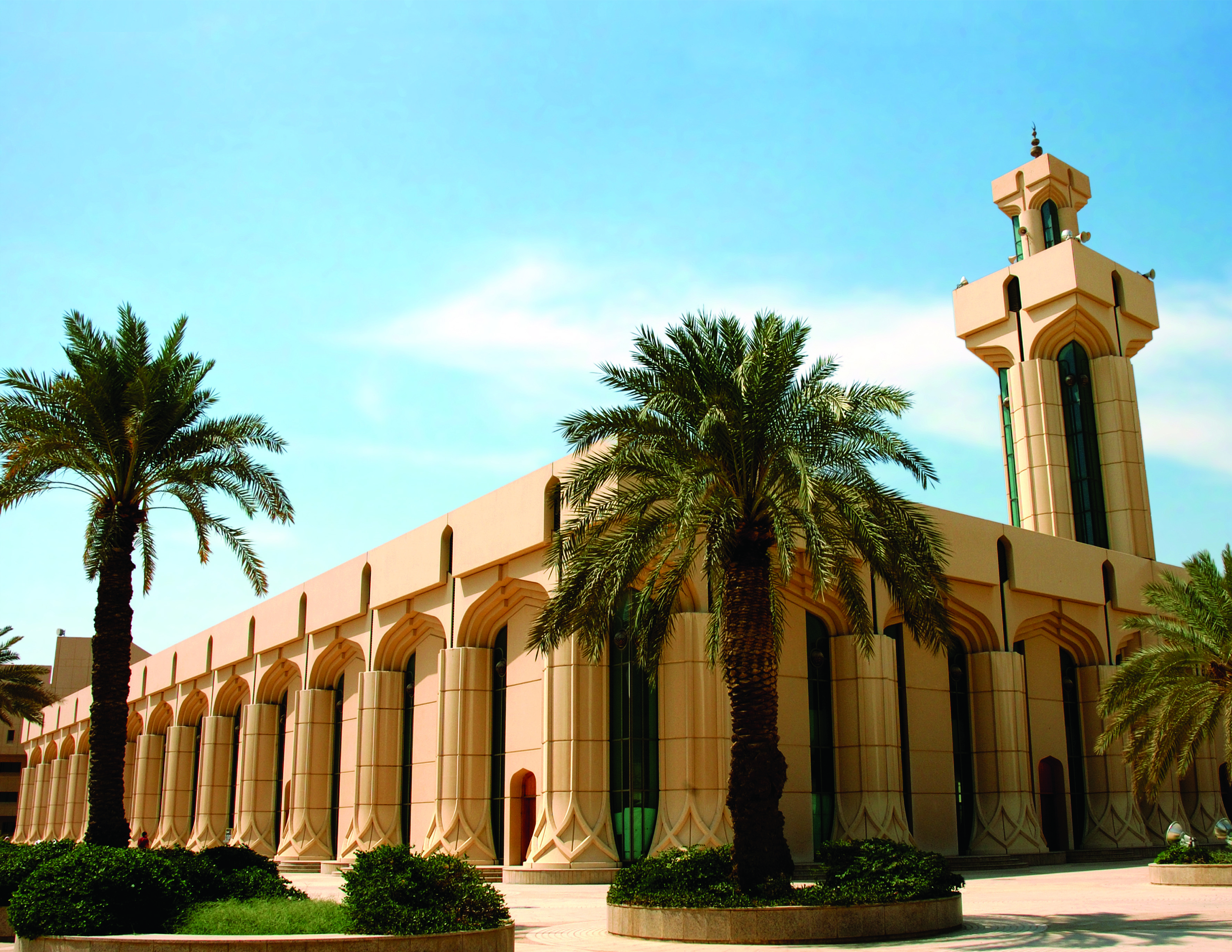
La Mezquita de la Palmera en la Universidad Rey Saud, Riad

En 1982, Al Bayati ganó el primer premio en el concurso para construir la mezquita principal de la Universidad Rey Saud. Su diseño incorpora ampliamente el motivo del tronco de la palma, como se usa en el primer Mezquita del Profeta de Medina. Fue muy elogiado e incluso se afirmó que "marcará el comienzo de una nueva era, un nuevo renacimiento de la arquitectura islámica."
La caligrafía interior por encima de las puertas y en el mihrab fue hecha por Ghani Alani, un alumno de Hashem al-Khattat  y el último de la Escuela de Bagdad de la Caligrafía. Ghani Alani también enseñó a Dr. Bayati mientras estudiaba en la Facultad de Ingeniería en Bagdad. El edificio también fue nominado para el Premio Aga Khan de Arquitectura en 1992.

### Universidad Rey Saud, Puerta de la Entrada, (Fe y Conocimiento), Riad

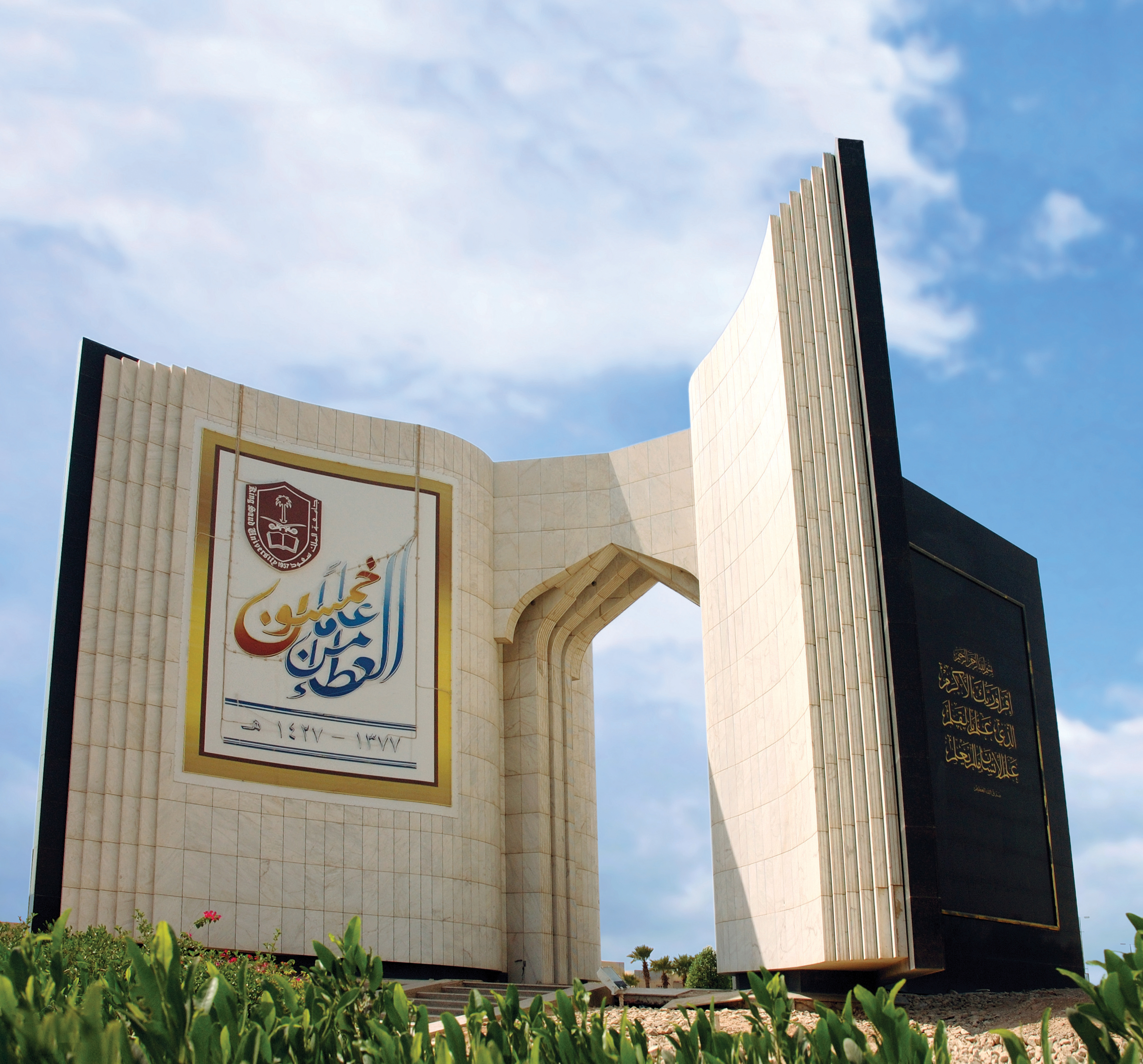
Universidad Rey Saud Puerta de Entrada, Riad

El diseño del Dr. Bayati para las puertas de entrada a la Universidad Rey Saud se basa en el tema de la fe y el conocimiento; dos pilares del Islam que deben ser tomados en conjunto, "El conocimiento no puede prescindir de la fe ni la fe puede ignorar el conocimiento porque el Islam siempre pide que la fe y el conocimiento actúan en paralelo."
"El diseño consiste en dos libros que representan el conocimiento y la fe. Han sido colocados de tal manera para que sus páginas estén enclavadas para demonstrar la relación cercana entre la fe y el conocimiento. Versículos del Sagrado Corán sobre la fe y el conocimiento están escritos en escritura hermosa en la portada de cada libro."

### Church Island House, Staines, 1987

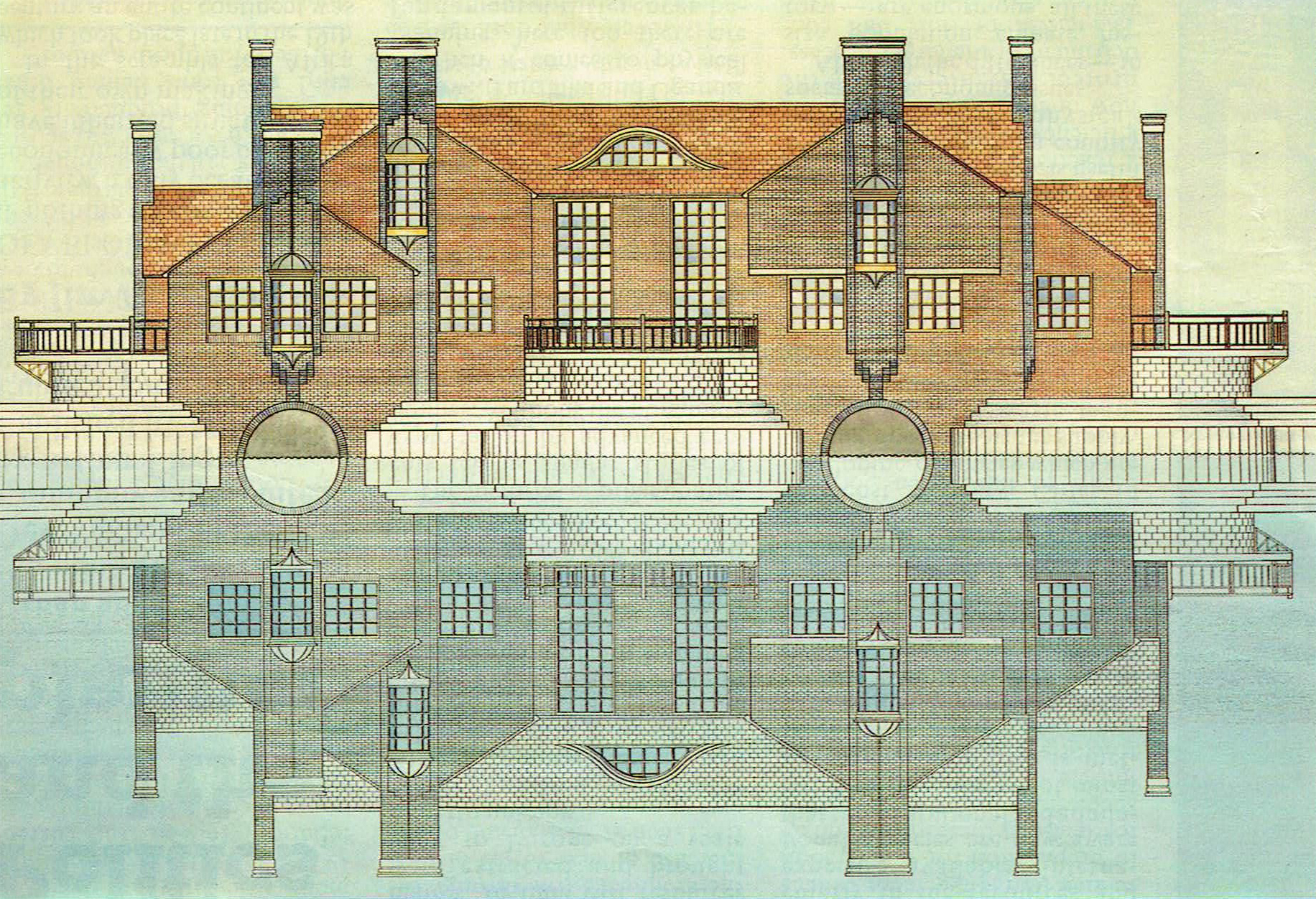
Church Island House en el Thames, Staines

Church Island House fue un edificio encargado por el editor de la casa editorial Academy Editions y la revista Architectural Design, Andreas Papadakis.
"Por su mansión de lujo en su isla-griega-en-el-Thames, el gran hombre no eligió Michael Graves, uno de los deconstructivistas o incluso CZWG, pero clasicista pragmática Basil Al Bayati, a quien instruyó para diseñar una casa de campo en un estilo Inglés del principio del siglo". El plan de la casa se basa en unidades múltiples de formas estructurales geométricas y utiliza extensa ladrillo en un estilo postmoderno de arte y artesanía. Fue "diseñado de manera vernácula, usando materiales de construcción similares a los que se utilizaban tradicionalmente en la zona".
En 1988, Church Island House fue exhibido en el Museo Alemán de Arquitectura de Frankfurt en una exposición titulada La Arquitectura del Pluralismo que incluyó el trabajo de James Gowan, Terry Farrell, Charles Jencks y una veintena de otros arquitectos reconocidos internacionalmente.

### Hyde Park Gate Mews, Londres, 1990

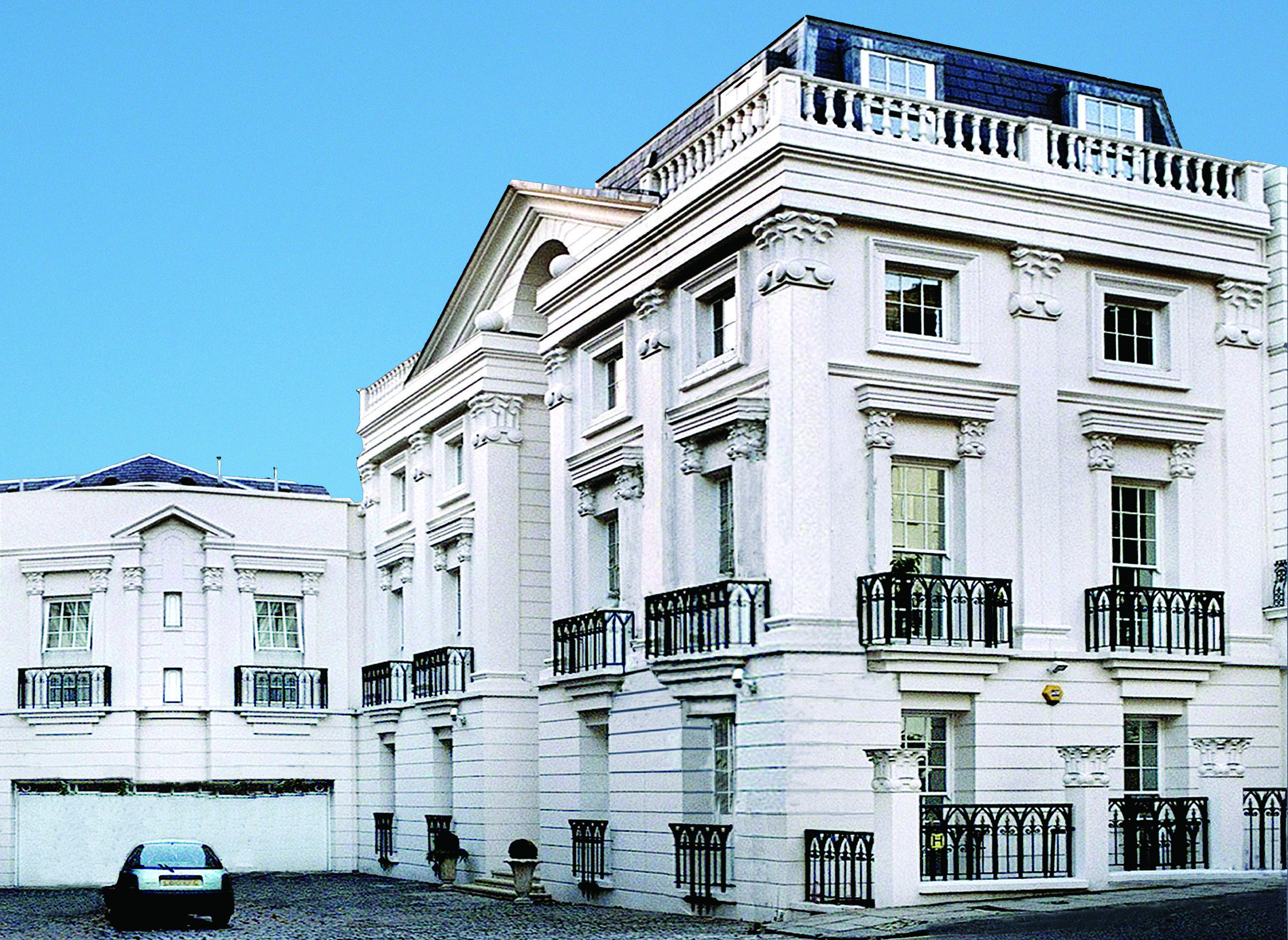
Hyde Park Gate Mews, Londres

Este edificio refleja el lado más clásico de la arquitectura de Al Bayati y es un adosado posmoderno clásico de cuatro pisos en el corazón de Kensington. La revista Architectural Design escribió de él y este trabajo:
"Él está sumida en la historia de la arquitectura islámica, y profundamente inspirado por torres de tumbas persas, mezquitas de Cairo, palacios mogoles etc.  Sin embargo,  también está motivado por el clasicismo occidental, por ejemplo su proyecto de Park Gate, Londres, sacado del sistema clásico de la proporción, así como el uso de columnas y techos abuhardillados."
El edificio puede verse como parte del paseo arquitectónico de The Decorative Arts Society (La Sociedad de Artes Decorativos) llamado ‘Un paseo por y alrededor de 'Albertopolis'’

### Pueblo Oriental al Lado del Mar, República Dominicana, 1988
El pueblo oriental al lado del mar "se basa en edificios de tipo oriental, organizados en un plan que tiene sus orígenes en los patrones de insectos y plantas. El exoesqueleto de una libélula forma el cuerpo principal del diseño del edificio, su boca triangular de escaleras en el paseo marítimo que lleva al vestíbulo de entrada - la cabeza circular de la criatura. El cuerpo largo segmentado amarillo del insecto es el pasillo central, con iluminación de cúpula, que se entrelaza con una rama de un árbol, su tallo siendo una carretera y sus hojas los techos de condominios e instalaciones de ocio. Las bayas coloridas son villas coronados con techos en forma de cono que pretenden ser una reminiscencia de templos chinos."
El diseño fue galardonado con el premio subcampeonato y una mención de honor en el Concurso de Las Terrenas de Arquitectura, 1988.

### La Tumba de Gul Baba, Budapest, 1987

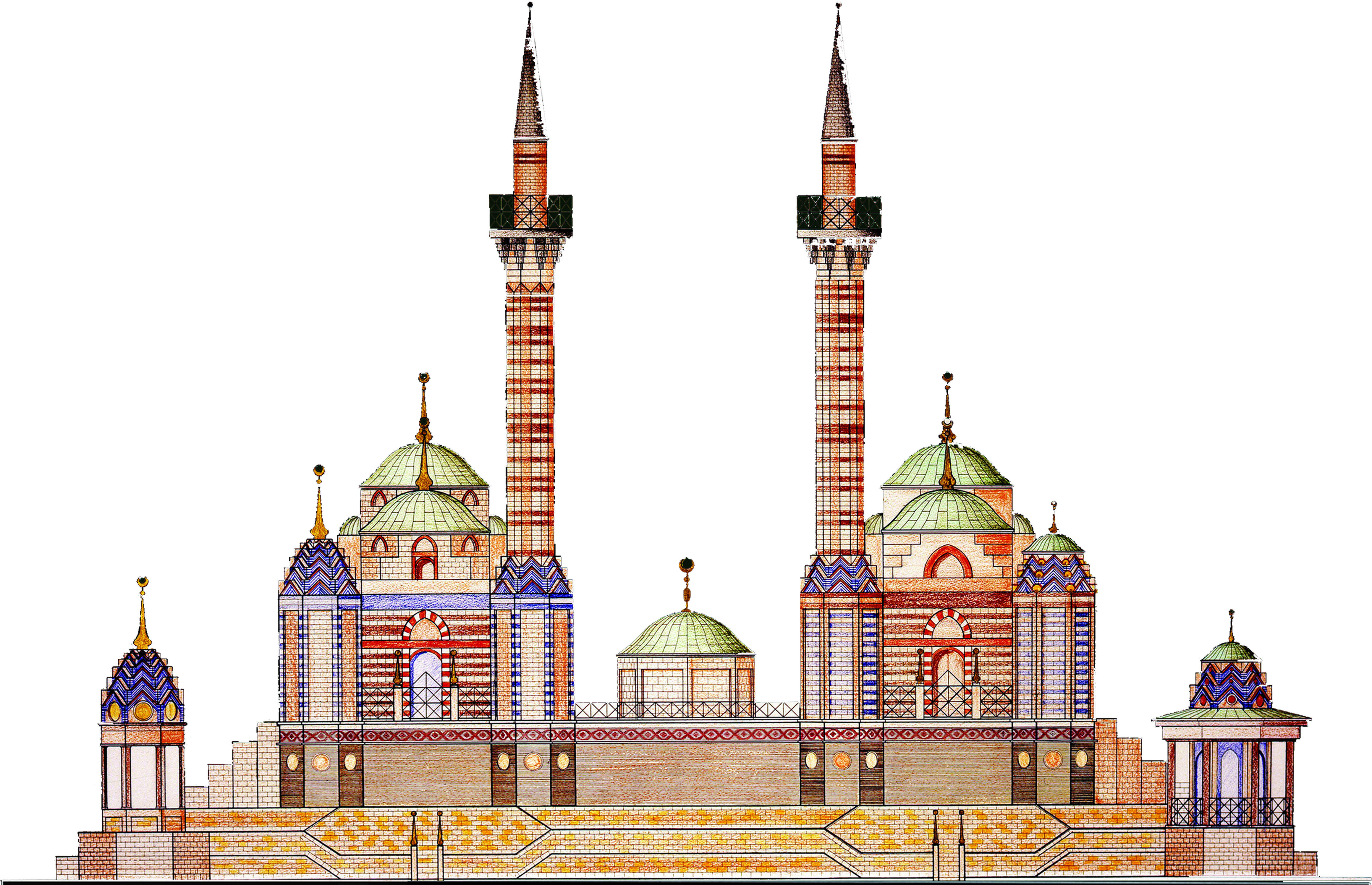
Recinto de Gul Baba Turbe, Budapest

"El diseño del Dr. Bayati presenta un gran complejo que combina con éxito los estilos de la arquitectura otomana (tal como se practicaba en Europa del Este) y la arquitectura húngara en el estilo de Lechner. La plataforma en la que se prevé este complejo ya está de pie. Los nuevos edificios quedaran a la derecha y a la izquierda de la tumba. El edificio a la izquierda, o más precisamente al sur de la tumba, es una mezquita. Está cubierta por tres cúpulas, la del centro siendo más alto que las laterales. Debido al clima frío del país, la mezquita está totalmente cubierta y es de forma rectangular. Dado que el color es muy evidente tanto en el exterior que el interior del edificio, se prevé que el mihrab será recubierto con azulejos del tipo Zsolnay y enmarcado por un borde rectangular que contiene una inscripción coránica".

### Centro Cultural de Ad-Dariyya, Departamento de Antigüedades y Museos, Arabia Saudita
"Inspirado por las ruinas de ad-Dariyya (Diriyah) el arquitecto Basil Al-Bayati en su diseño para el nuevo centro cultural ha incorporado algunas de las antiguas características arquitectónicas. Hay las paredes enfoscadas de barro con contrafuertes cuadrados y circulares invocando las antiguas fortificaciones, así como perforaciones triangulares ornamentales dispuestos en filas en la imitación de las paredes de los edificios antiguos, puertas, también, tienen porciones empotradas de la forma tradicional.  De esta manera el estilo del nuevo edificio refuerza la conexión con las ruinas de la antigua capital."

## Otras Obras

### Muebles
Después de terminar sus estudios y mientras dirigía su primera práctica, se interesó en el diseño de muebles. Muchos de estos primeros diseños fueron creados especialmente para los proyectos arquitectónicos en que él estaba trabajando. Estaban hechas de madera tallada, elaborado con la asistencia del carpintero de formación clásica, Faruq al-Najjar y se muestran adornos con un estilo de Asiria y Sumer, junto con mocárabes (una mezcla de pechinas y squinch), como se puede ver en las oficinas del Presidente de la Universidad de Basora.
Más tarde, a principios de los años 80, Al Bayati continuó sus experimentos con el diseño de muebles, mezclando la talla en madera con diseños florales con taracea geométrica.
Gran parte de este trabajo se hizo en Cairo e India y fueron diseñados específicamente para las casas que había construido en el Oriente Medio. Algunas de estas piezas están ahora en exhibición en su centro de Málaga.
A mediados de los años 80 el diseño de muebles de Al Bayati dio un giro audaz - influenciada quizás por la ola de arquitectos posmodernos y diseñadores de la época. Sus diseños atrajo la atención de un número de clientes extravagantes que encargaron suites para sus bodas. Sus muebles de este período fueron todos hechos en la fábrica exclusiva OAK en Cantú, Italia, propiedad de la familia Pologna con quien al Bayati hizo amigos cercanos.
Su trabajo, en este momento, era considerado por algunos como posmoderno, aunque para otros escapó fácilmente tales definiciones. Michael Collins en su libro Post-Modern Design (Diseño posmoderno), dijo de él: "El posmodernismo pluralista es evidente en el mobiliario exótico diseñado por Basil Al Bayati .......inspirado por torres-tumbas persas, mezquitas de Cairo, minaretes y los balcones de los palacios mogoles, por nombrar sólo unas pocas fuentes. Lo suyo son muebles de fantasía, inflexiones hacia el lujo y color islámico".
En 2000 Al Bayati abrió 'Basil Leaf', el primero de una serie de tiendas de alimentos orgánicos en Londres en el que todos los muebles de alimentos y mostradores habían sido diseñados por él.
El diseño de estas piezas era extravagante y teatral, utilizando personajes mitológicas sumerios, carros, templos, elefantes e incluso la Catedral de San Basilio como fuentes de inspiración. Al mismo tiempo, las piezas eran creaciones prácticas y funcionales - vitrinas, molinillos de café, mostradores de fruta etcétera.
Algunas de estas piezas se pueden ver en su centro de Málaga.
En 2013, fue introducido por un amigo mutuo a Sidqa Usta, un artesano experto de Estambul. Juntos comenzaron a trabajar en una nueva línea de muebles que incluiría mesas, vitrinas y muebles de pared, en un estilo únicamente arabesco, utilizando la madera, el mármol y el bronce como los materiales principales. Algunas de estas piezas ahora se pueden ver en el centro de Málaga.

### Metalistería
Sus frecuentes visitas a Estambul le pusieron en contacto con varios artesanos locales, desde escultores, talladores, trabajadores de vidrio y trabajadores del metal. Uno de ellos fue Yuksel Ustaoglu, un artesano e experto metalúrgico especializado en bronce y latón. Al Bayati comenzó a frecuentar su taller en la antigua mercado del Imperio otomano y con los diseños de Al Bayati,  comenzaron a producir una colección de lámparas y lámparas de araña, hechas de bronce y latón, cinco de las cuales ahora se pueden ver en la cafetería de su centro de Málaga. La inspiración para esta colección llegó esta vez desde el mundo natural, en particular, los patrones y formas geométricas de criaturas marinas inusuales, mezclado con el estilo de lámparas e iluminaciones tradicionales del antiguo Imperio otomano.

### Cristalería y Cerámica

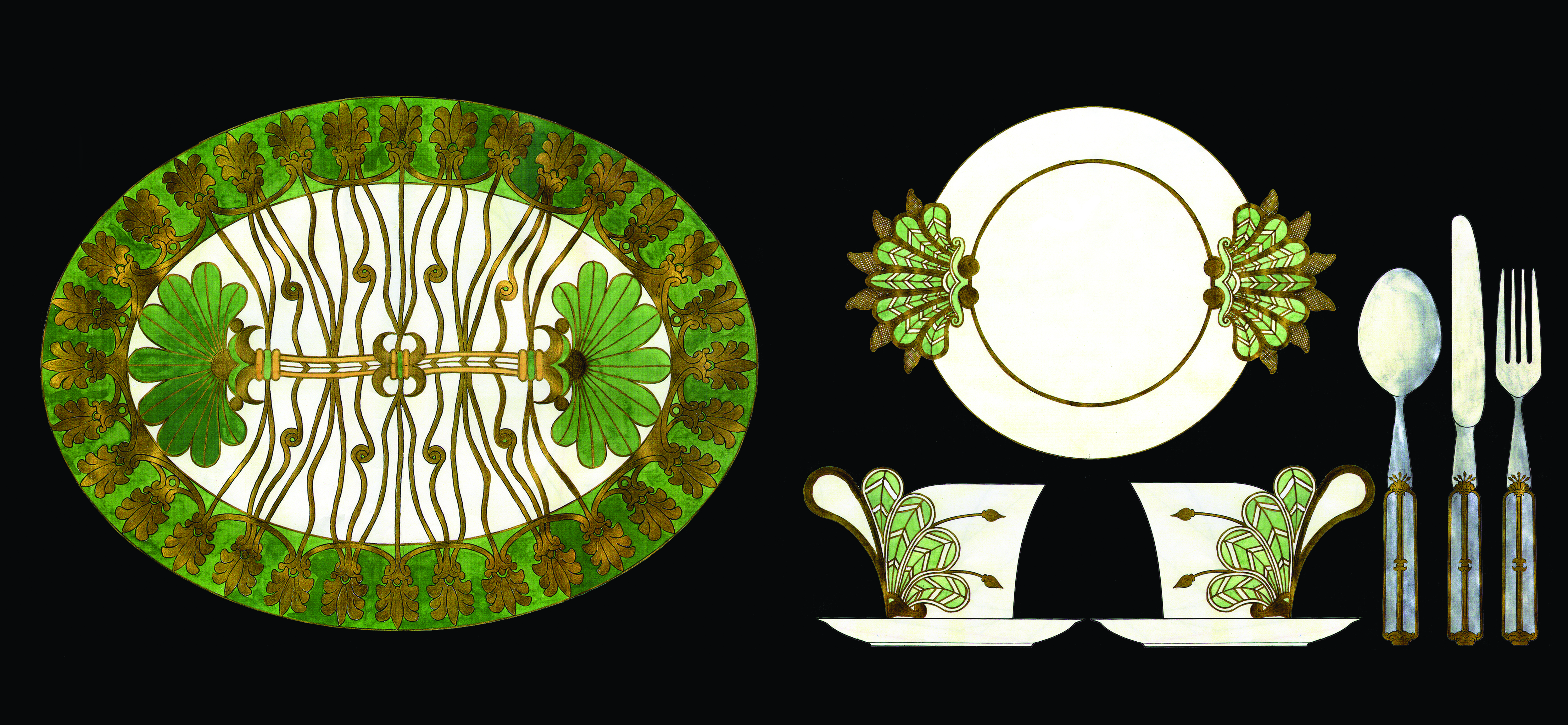
Palm Banqueting Suite

En 1990, diseñó una colección de cubiertos y vajilla, llamado el ‘Palm Banqueting Suite’, basado en el motivo de la palmera. Fue una comisión única para uno de sus edificios para un cliente en Kuwait y fue hecho por un artesano local italiano. Una reproducción de este conjunto, realizado en Marruecos, se encuentra en exhibición en el centro de Málaga.
En 1980 diseñó una fuente de vidrio para un miembro de la familia real saudí. La pieza era tan especial en su diseño que un experto soplador de vidrio tuve que hacer siete intentos antes de ser ejecutado con éxito.
Durante los últimos años ha continuado sus experimentos, combinando bronce y vidrio para crear una serie de cuencos y esculturas que se pueden ver en el centro de Málaga.

### Cantería

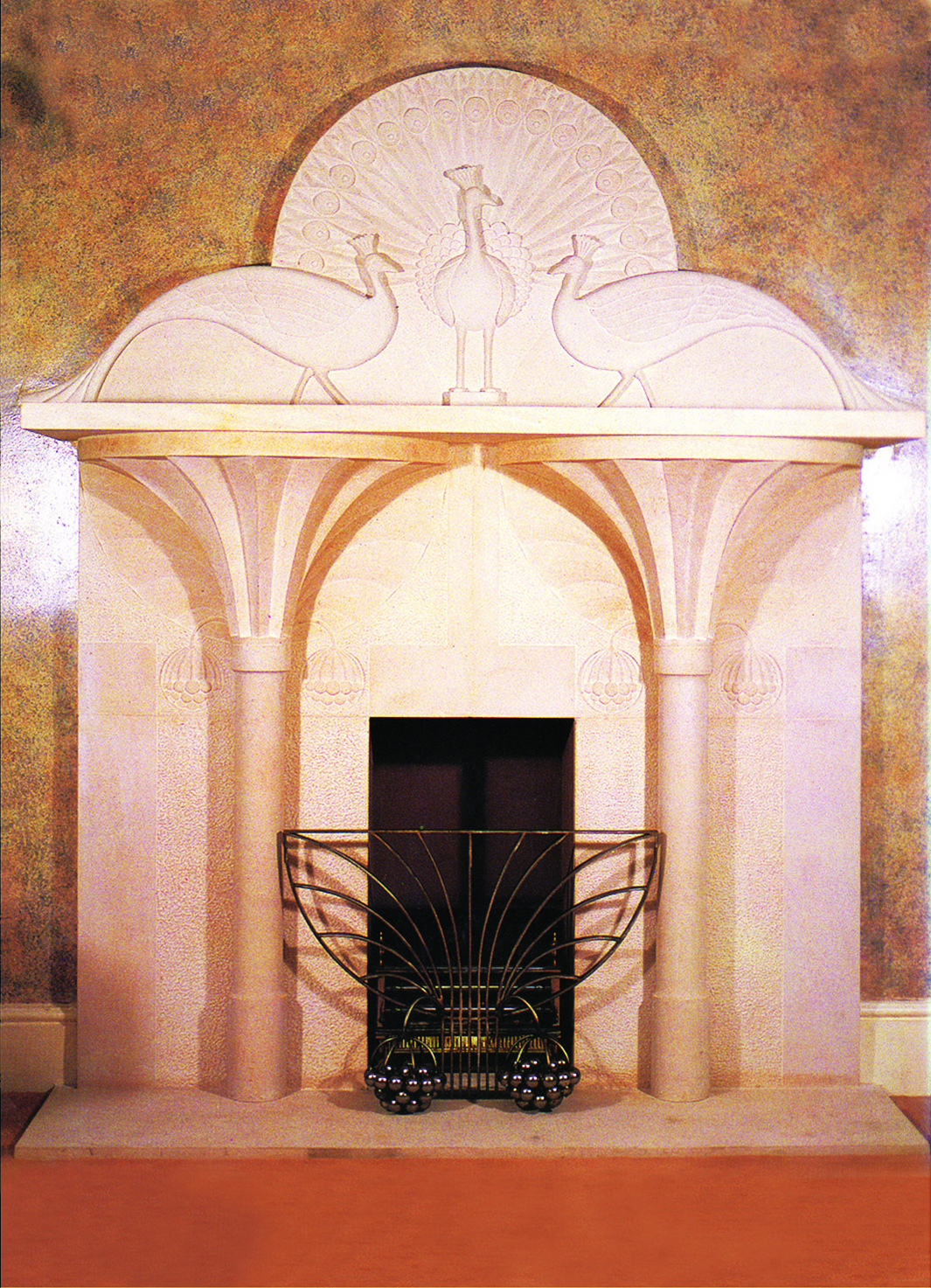
La chimenea 'Palm Suite'

Al Bayati también ha diseñado una serie de obras de piedra por lo general, como parte de un diseño arquitectónico más grande. Dos de los más notables son la cascada de agua de Westbourne Terrace (véase la lista de obras) y la chimenea ‘Palm Suite’, con su adorno delicado de pavo real.

### Escritura
Además de escribir libros sobre arquitectura, Bayati también ha publicado obras de ficción, psicología y autobiografía y ha escrito artículos para publicaciones como las revistas de Building Design y Alam Al-Benaa entre otros. Vea a continuación una lista completa de sus libros:

### Libros de Basil Al Bayati
- Al Bayati, Basil (1981). Process and Pattern. aarp. ISBN 0-906468-07-8.
- Al Bayati, Basil (1983). Community and Unity. Academy Editions/St. Martin's Press. ISBN 0-906468-07-8.
- Al Bayati, Basil (1984). The City and the Mosque. Oxford. ISBN 0-906468-08-6.
- Al Bayati, Basil (1988). Basil Al-Bayati: Architect. Academy Editions/St. Martin's Press. ISBN 0-85670-925-5.
- Al Bayati, Basil (1993). Basil Al Bayati: Recent Works. Academy Editions/Ernst & Sohn. ISBN 1-85490-170-2.
- Al Bayati, Basil (2008). Basil Al-Bayati: Conceptualist. Genivs Loci. ISBN 978-88-903666-2-8.
- Al Bayati, Basil (2011). The Age of Metaphors. Fabulist. ISBN 978-0-9571235-0-2.
- Al Bayati, Basil (2012). Baghdad: Memories of an Architect. Fabulist. ISBN 978-0-9571235-1-9.
- Al Bayati, Basil (2014). In Days of Old. Fabulist. ISBN 978-0-9571235-3-3.
- Al Bayati, Basil (2015). Creativity in Architectural Design. Fabulist. ISBN 978-0-9571235-5-7.
- Al Bayati, Basil (2015). The Sun, The Moon, The Architecture of Time. Fabulist. ISBN 978-0-9571235-4-0.

### Otros Libros
- Bingham, Neil. 100 Años de Dibujos de Arquitectura: 1900-2000. Barcelona: Blume, 2012. ISBN 978-84-9801-378-8
- Hattstein, Markus & Delius, Peter. Islam: Arte y Arquitectura. H.F. Ullmann, Berlín, 2007. ISBN 978-3-83313-536-1
- Collins, Michael. Papadakis, Andreas. Post-Modern Design. Londres: Academy Editions, 1989. ISBN 978-0-84781-136-6
- Reynolds, Dwight (ed.). The Cambridge Companion to Modern Arab Culture. Londres: Cambridge University Press, 2015. ISBN 978-0-52172-533-0
- Kultermann, Udo. Architecture in the 20th Century. Van Nostrand Reinhold, Nueva York, 1993.  ISBN 978-0-44200-942-7

### Otras informaciones de interés
- Participó en el "Simposio sobre la ciudad árabe: su carácter y patrimonio cultural Islámico', 1981, que se celebró en Medina.
- Ha participado en el consejo editorial de la revista Alam Al-Benaa, publicado por el ‘Centre of Planning and Architectural Studies’  (Centro de Planificación y Estudios de Arquitectura).[36]
- Parte del jurado para el premio arquitectónico del ‘Arab Towns Organisation’ (Organización de Pueblos Árabes) (ATO), Doha, Catar.[37]
- Crítico de libros para las revistas ‘Building Design’ y ‘Alam Al-Benaa’.[36]
- Participó en la Exposición de Arquitectura árabe - pasado y presente, organizado por el ‘Arab British Chamber of Commerce’ (La Cámara Británica de Comercio Árabe)[38] en el Real Instituto de Arquitectos Británicos, 1984.
- Participó en la Exposición de Arquitectura Bienal de Venecia en 1982, dirigida por Paolo Portoghesi exhibiendo 'Jama'a Al-Kitab' - The Book Mosque (La mezquita del libro), Al-Nakhlah – Palm Telecommunications Tower (La Torre de Telecomunicaciones de la Palmera) y otros.[39]

## Lista de Obras

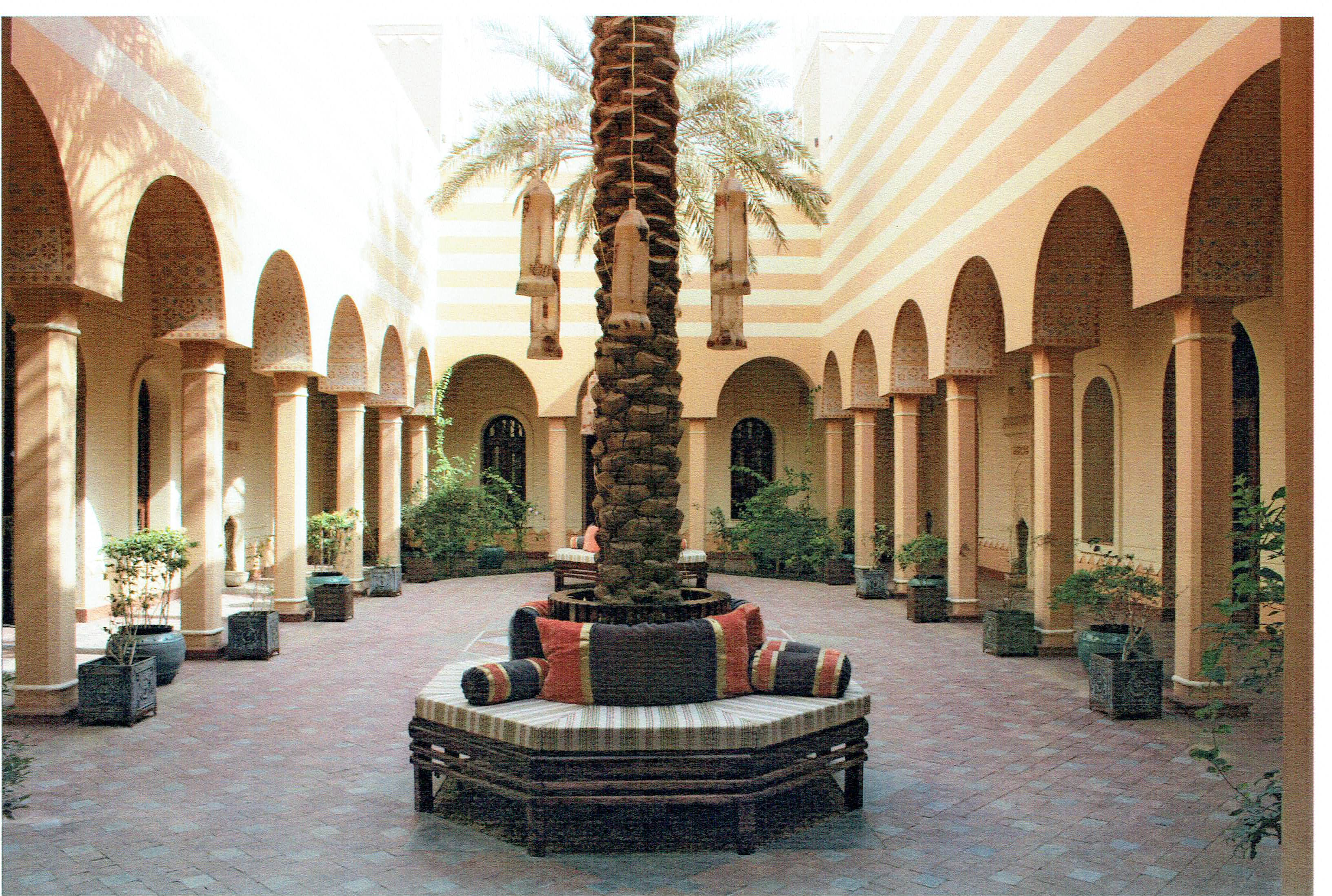
Seaside Chalet, Kuwait

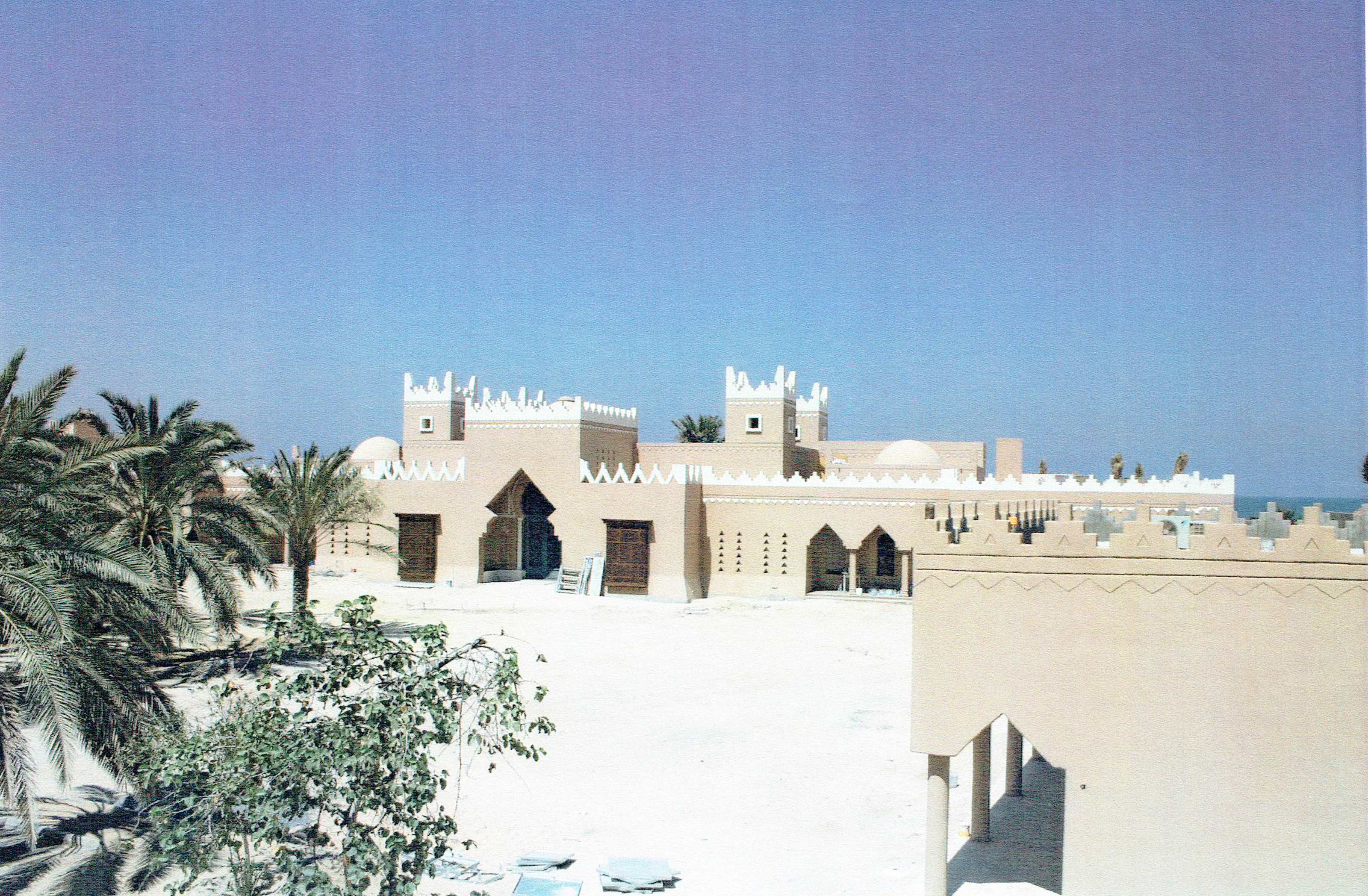
Seaside Chalet en Kuwait

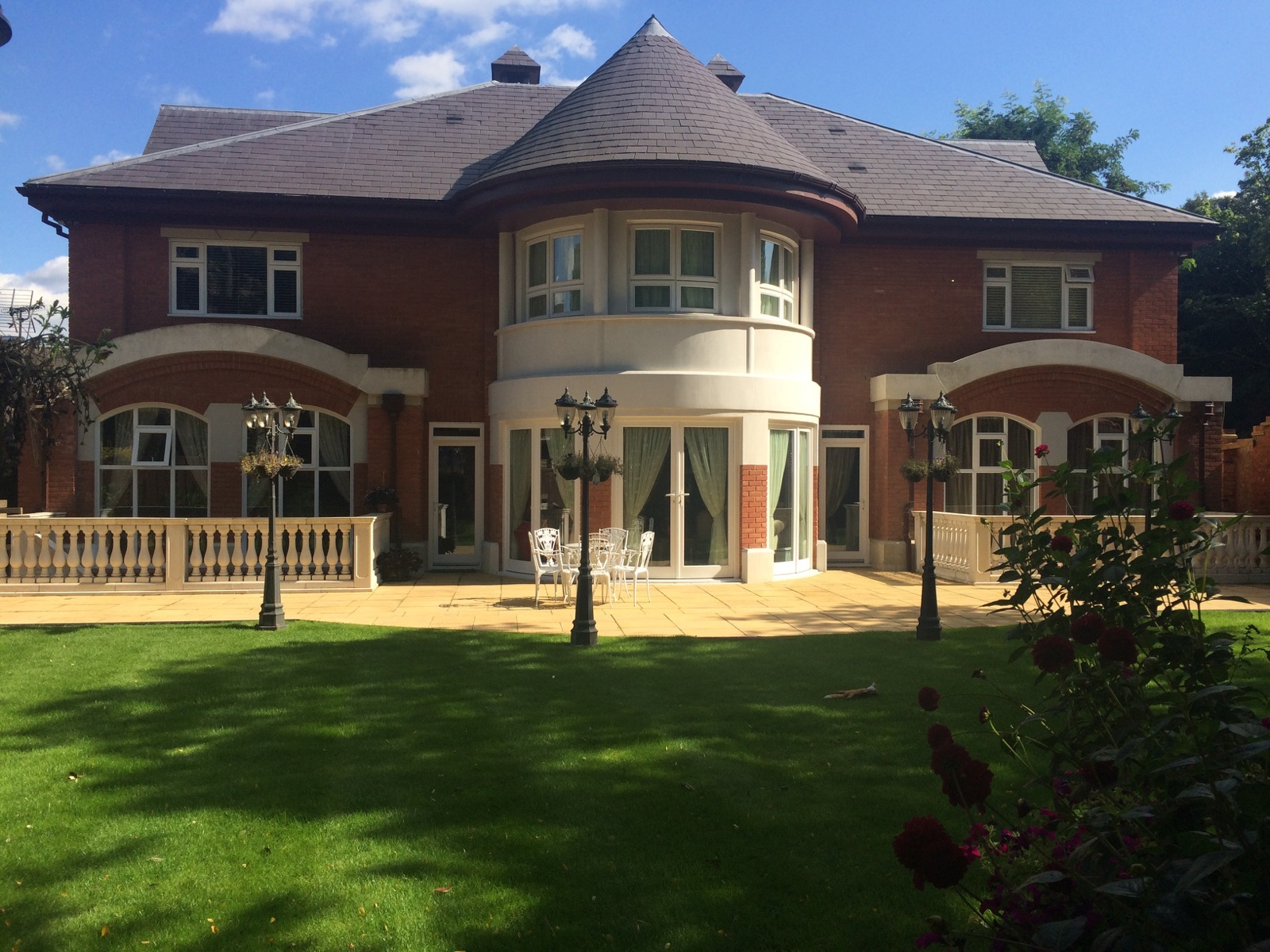
Wimbledon House

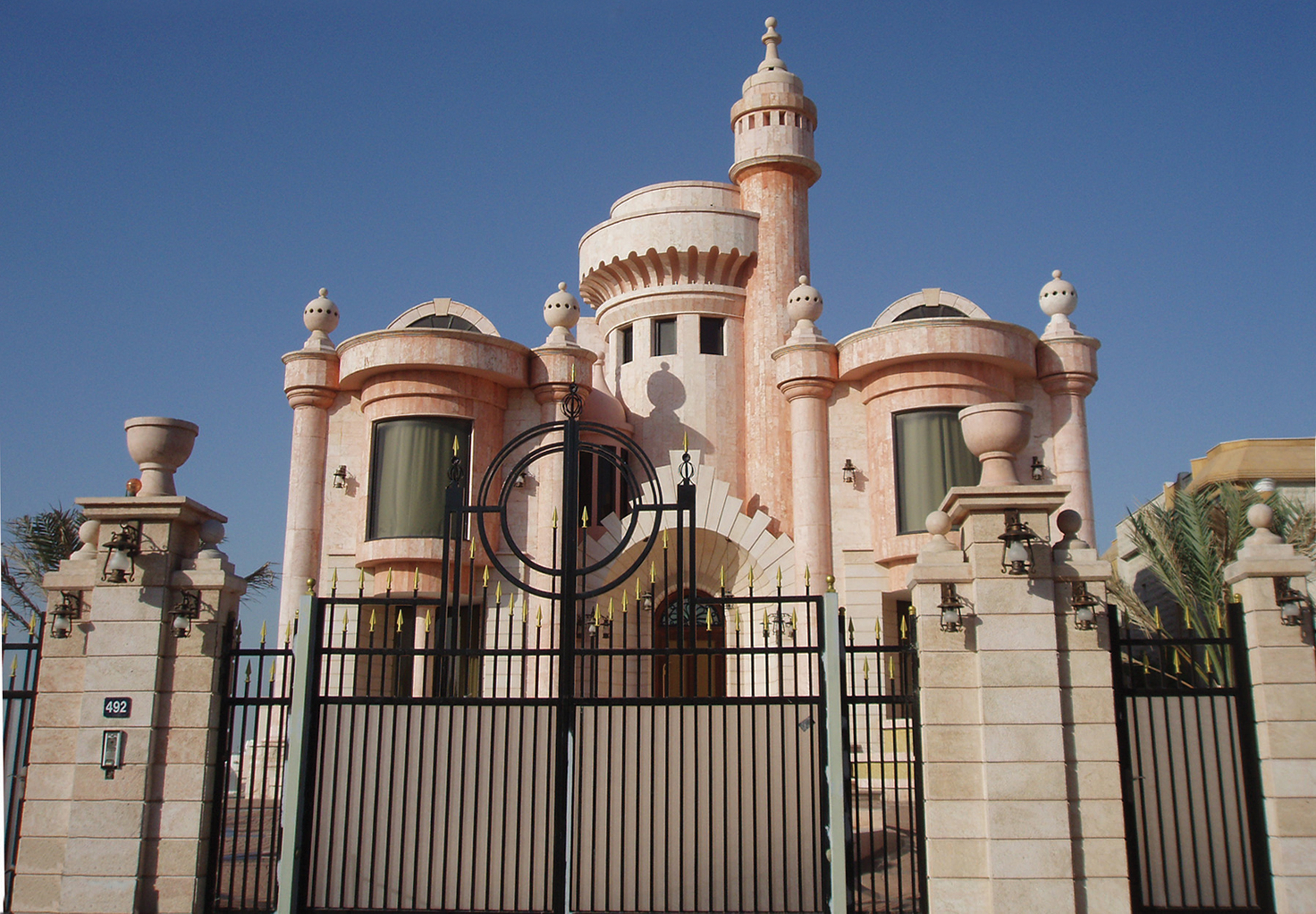
Jewel of Sharja

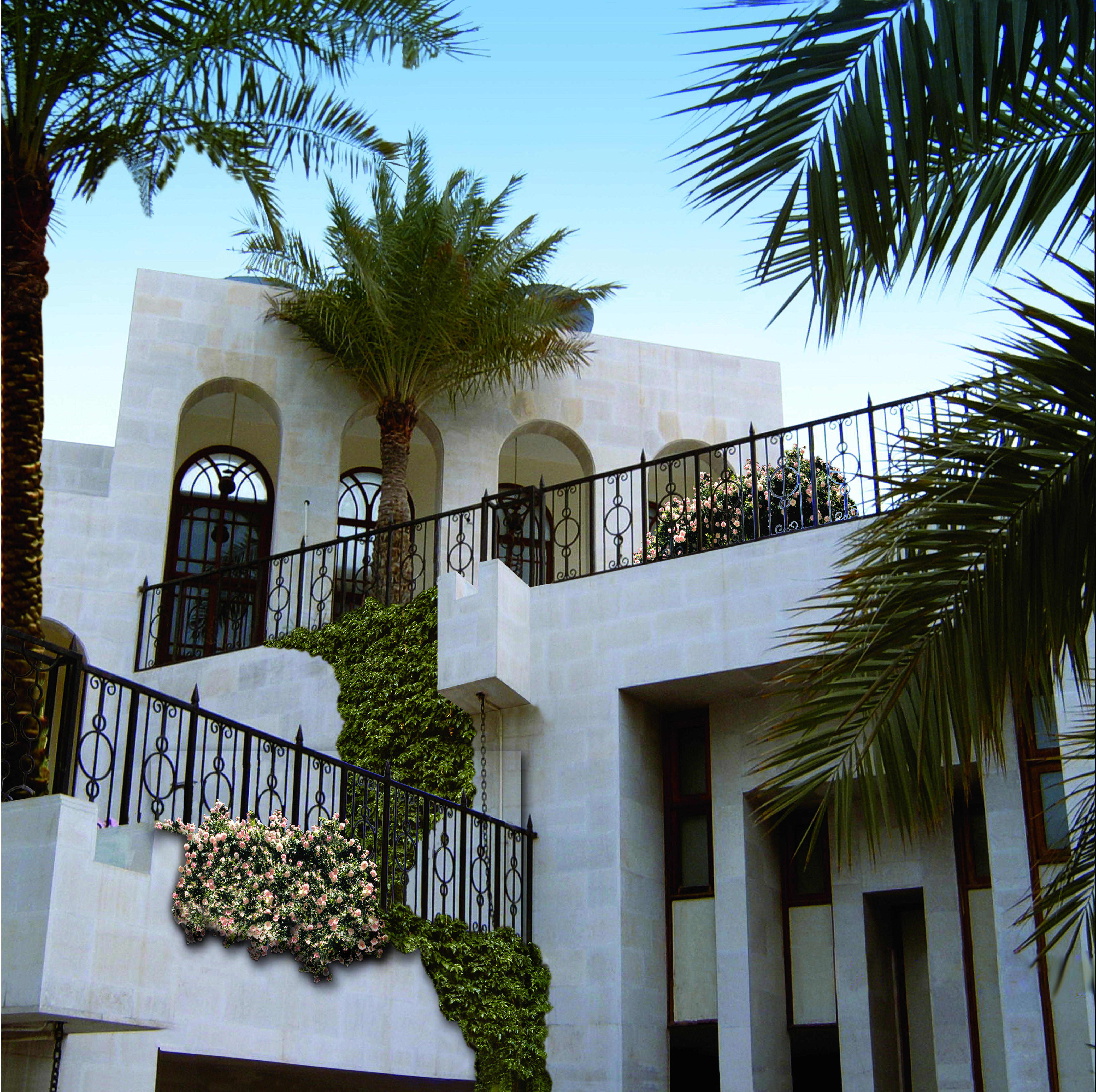
Hanging Garden Villa, Kuwait

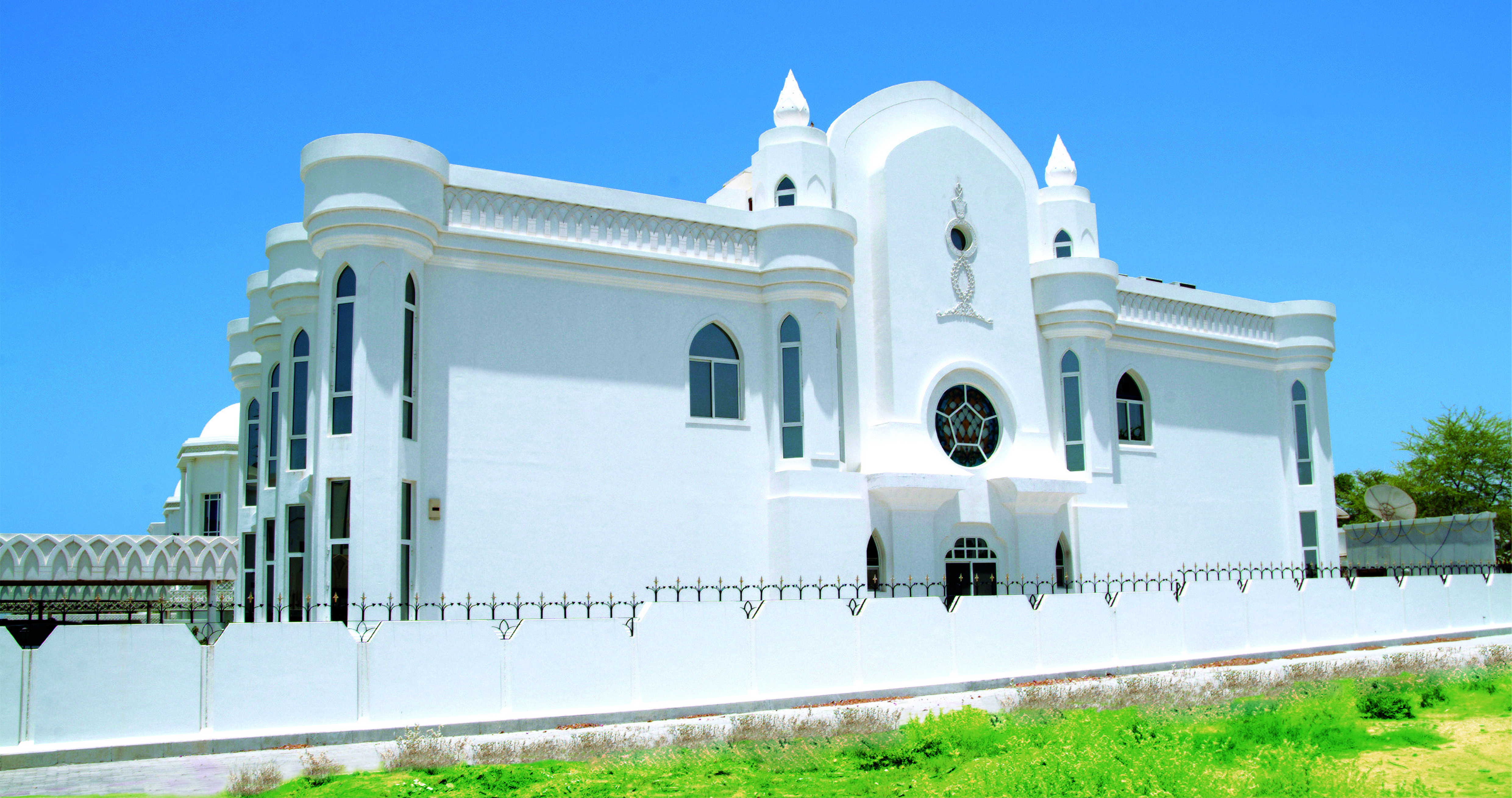
Oman Villa

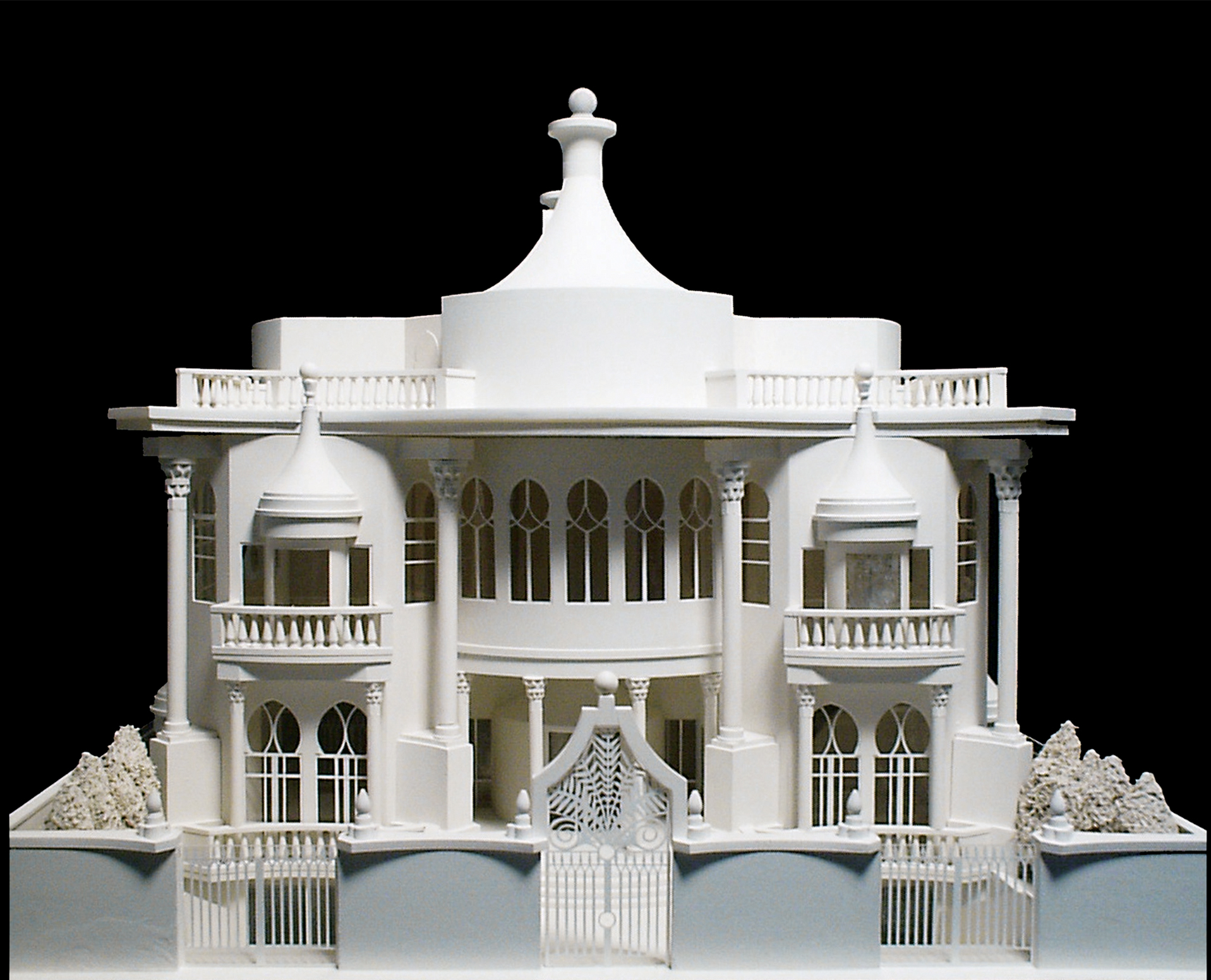
Arab Nouveau Villa, Kuwait

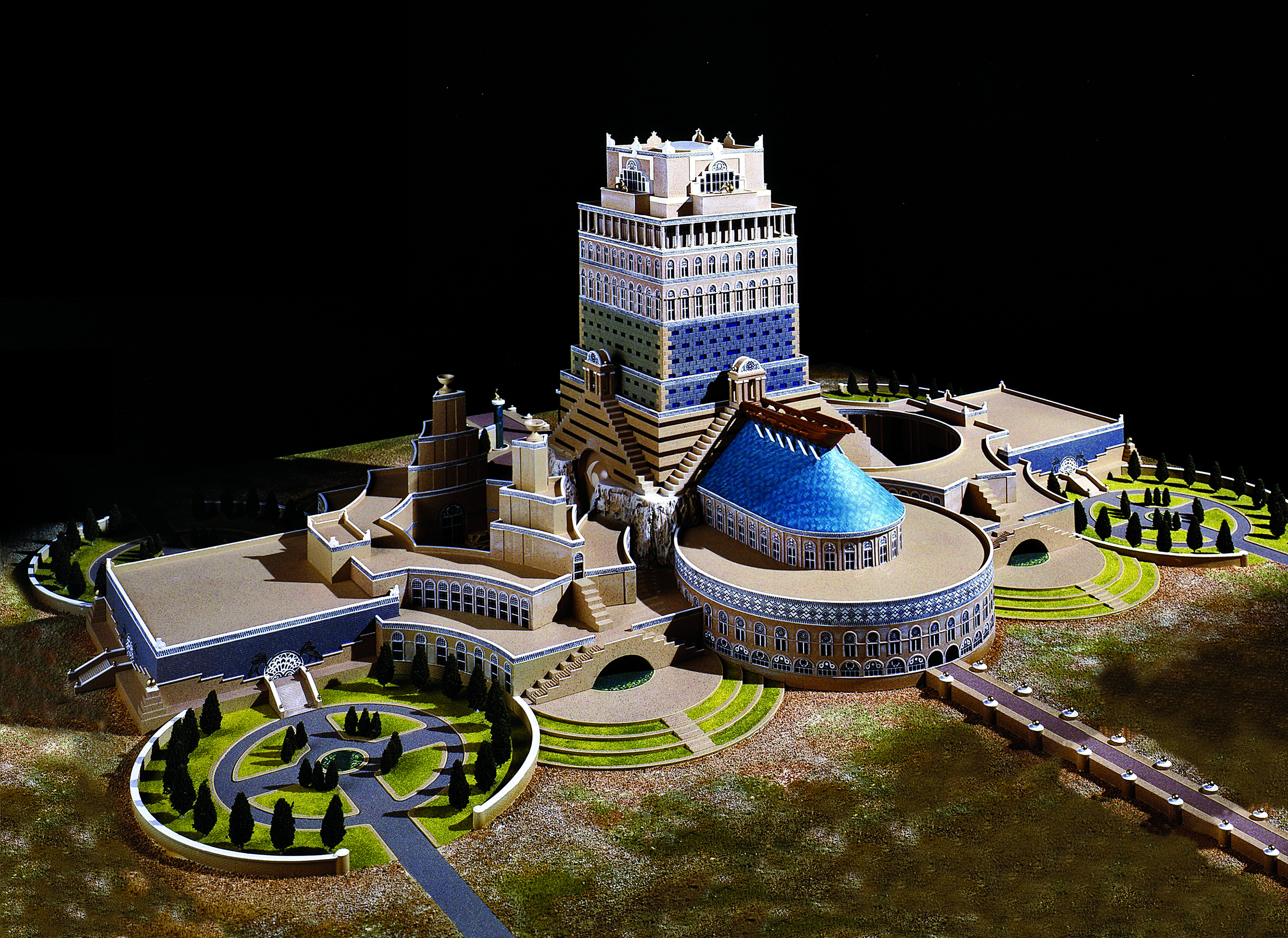
Qasir Ghumdan Hotel, Yemen

(No exhaustiva)
| Obra                                                 | Localización    | Año  |
| Istath Wadiya, Domicilio privado                     | Basora          | 1969 |
| Skeleton, Stadium                                    |                 | 1974 |
| The Dhow, Hotel                                      |                 | 1977 |
| Al-Mabkharah, Torre de agua                          |                 | 1979 |
| Hanging Gardens, Villa patio real                    | Kuwait          | 1979 |
| Ashburn Place                                        | Londres         | 1982 |
| Ukhaider, Complejo del gobierno                      |                 | 1982 |
| Centro residencial y comercial                       | Abu Dhabi       | 1982 |
| Westbourne Terrace                                   | Londres         | 1983 |
| The Hamman, Baños turcos y centro deportivo          |                 | 1983 |
| Movotel, Hotel                                       |                 | 1983 |
| Crystal Towers                                       | Londres         | 1983 |
| Crystal House                                        | Londres         | 1983 |
| Government House                                     | Arabia Saudita  | 1983 |
| Camel Train, Monumento                               |                 | 1984 |
| Cylinders, Oficinas y centro comercial               |                 | 1984 |
| Seagull, Residencia de la tercera edad               |                 | 1984 |
| Dream World, Isla Mágica y Palacio de Fantasía       |                 | 1984 |
| Mezquita de la Palmera, Universidad Rey Saud         | Riad            | 1984 |
| The Old Mill                                         | Londres         | 1984 |
| Maaber 1 & 2, Puente peatonal                        |                 | 1985 |
| St. Barbara House, Oficinas                          |                 | 1985 |
| Pleasure, Pabellón                                   |                 | 1985 |
| Time, Garden Lodge                                   |                 | 1985 |
| Bliss Tweed Mill                                     | Chipping Norton | 1986 |
| Lisson Grove Development                             | Londres         | 1986 |
| Hammersmith Road                                     | Londres         | 1986 |
| St. Barbara's House                                  | Londres         | 1986 |
| Vihara, Centro comercial de pueblo                   |                 | 1986 |
| Orient Tower                                         | Estados Unidos  | 1986 |
| Tristar, Edificio de oficinas                        |                 | 1986 |
| Pavilion, House Art Gallery                          |                 | 1986 |
| Blue Bird, Edificio de oficinas                      |                 | 1987 |
| Southall Town Centre                                 | Londres         | 1987 |
| Boadicea, Pisos residenciales                        |                 | 1987 |
| Scottish Castle, Banco                               |                 | 1987 |
| Denmark Hill                                         | Londres         | 1987 |
| Ship, Edificio residencial                           |                 | 1987 |
| Church Island House                                  | Londres         | 1987 |
| Diana House, Oficinas y centro comercial             |                 | 1987 |
| Office Building                                      | Riad            | 1987 |
| Oculus, Oficina privada                              |                 | 1987 |
| Gul Baba Turbe                                       | Budapest        | 1987 |
| Mezquita de Edimburgo                                | Edimburgo       | 1987 |
| Mezquita y Centro Comunitario                        | Walsall         | 1988 |
| Golden Hillock Road                                  | Birmingham      | 1988 |
| Courtyard House                                      | Milton Keynes   | 1988 |
| Morning Flower Residence                             | Dubái           | 1988 |
| The Old Boat House                                   | Church Island   | 1988 |
| House in Riyadh                                      | Riad            | 1988 |
| Lord's View II, Penthouse & Duplexes                 | Londres         | 1989 |
| Mova-Book, Biblioteca                                |                 | 1989 |
| Bibliotheca Alexandria                               | Egipto          | 1989 |
| Palace of Unity, Edificio del gobierno               |                 | 1989 |
| Sana'a, Centro comercial                             |                 | 1989 |
| Centro comercial y residencial                       | Yemen           | 1989 |
| Medina Qaboos School                                 | Omán            | 1990 |
| Hyde Park Gate Mews                                  | Londres         | 1990 |
| T.V Studios, Biblioteca y edificio administrativo    | Abu Dhabi       | 1990 |
| Budapest, Centro de Comercio                         |                 | 1990 |
| Qasir Ghumdan, Hotel y centro de conferencias        | Yemen           | 1990 |
| Polyheight, Edificio de oficinas                     |                 | 1990 |
| Dakkah Project                                       | Yemen           | 1990 |
| Trade Centre                                         | Budapest        | 1990 |
| 27-30 Nicolson Square                                | Edimburgo       | 1990 |
| Sinmar Palaces, Complejo residencial                 |                 | 1990 |
| Bugsy, Kindergarten                                  |                 | 1990 |
| The Drive                                            | Middlesex       | 1991 |
| Anguila, Hotel, Spa y Centro de Salud                |                 | 1991 |
| Seaside Complex                                      | Yemen           | 1991 |
| St. Cross, Alojamiento para estudiantes              |                 | 1991 |
| St. Cross Road, Alojamiento para estudiantes         | Oxford          | 1991 |
| College for Islamic Studies                          | Oxford          | 1991 |
| Fish Canning Factory                                 | Yemen           | 1991 |
| Suburban House                                       | Londres         | 1992 |
| Residencia privada                                   | Omán            | 1992 |
| Shopping Complex                                     | Omán            | 1992 |
| French, Seaside Chalet                               |                 | 1992 |
| Cedar Hotel                                          | Lebanon         | 1992 |
| Seaside Chalet                                       | Kuwait          | 1992 |
| Residencia privada                                   | Yemen           | 1992 |
| Fortress, Residencia                                 |                 | 1993 |
| Snail, Sala de exposición de coches                  |                 | 1994 |
| Sinbad, Parque temático                              |                 | 1994 |
| Branches, Pueblo industrial                          |                 | 1995 |
| Awatif Sultan, Residencia privada                    | Omán            | 1995 |
| Arab Nouveau Villa                                   | Kuwait          | 1999 |
| Dancing Dervish, Hotel                               |                 | 2000 |
| Ribs, Spa y centro de salud                          |                 | 2000 |
| Quadrangle, Residencia privada                       |                 | 2003 |
| Jewel of Sharja, Residencia familia                  |                 | 2003 |
| Sky Castle, Complejo residencial                     | 2004            |      |
| Gulf Wonders, Oficinas y apartamentos                |                 | 2005 |
| Amsterdam Height                                     |                 | 2005 |
| Flying Terraces, Centro comercial                    |                 | 2005 |
| Heart & Lung, Centro médico                          |                 | 2005 |
| Venezia Al-Khaleej, Complejo residencial y comercial |                 | 2005 |
| Jawharat-Al-Khaleej, Centro de artesanía             |                 | 2006 |
| Burjabal, Edificio del gobierno                      |                 | 2006 |
| Burjisr, Mall, Hotel, Oficinas y apartamentos        |                 | 2006 |
| Minaret, Hotel y Apartamentos                        |                 | 2006 |
| Samarkand, Tiendas y apartamentos                    |                 | 2005 |
| Octagon, Universidad privada                         |                 | 2005 |
| Jama Al Kitab, Mezquita y biblioteca                 |                 | 2006 |
| Green Oak, Residencia privada                        |                 | 2006 |
| Malwiya, Centro comercial                            |                 | 2006 |
| Indo-Chinese Villa                                   |                 | 2007 |

## Más información
- Antoniou, Jim. "Al Bayati in London" Royal Institute of British Architects Journal Vol. 96, n.º 9, septiembre de 1989, pp. 32–33.
- "Aldarriyah-Cultural Centre" Architecture and Urbanism Vol. 01, n.º 136, 1982, Tokyo, p. 9.
- Fehervari, Geza. "An Adventure in Islamic Architecture" Ahlan Wasahlan Vol. 9, n.º 11, noviembre de 1985, pp. 30–33.
- Fehervari, Geza. "Revival in Islamic Architecture" Ahlan Wasahlan Vol. 7, n.º 6, septiembre de 1983, pp. 15–17.
- Fehervari, Geza. "Towers in Islamic Architecture" Arts & The Islamic World Vol. 4, n.º 2, otoño-invierno de 1986, Londres, pp. 29–32.
- Al Bayati, Basil. "Space of Freedom in Slavic Architecture" Alam Al-Benaa n.º 109, 1990, Cairo, pp. 20–22.
- Antoniou, Jim. "Basil Al-Bayati Interview" Architectural Design Vol. 56, n.º 12, 1986, Londres, pp. 16–23.
- Collins, Michael. "Classicism in British Architecture" Architectural Design - Prince Charles and the Architectural Debate Vol. 59, n.º 5/6, 1989, Londres, pp. 57–62.
- "Analogy in Architecture of the Arab World" Alam Al-Benaa Vol. 2, n.º 12, 1982, Riad, pp. 3–7.
- Antoniou, Jim. "A Future for the Past" Middle East Construction Vol. 10, n.º 10, octubre de 1985, pp. 31–35
- Kultermann, Udo. "Contemporary Arab Architecture" Mimar Architecture in Development n.º 16, abril - junio de 1985, p. 50.
- Al Bayati, Basil. "Function and Fantasy" Architectural Design n.º 7/8 julio – agosto de 1992, Londres.
- Fehervari, Geza. "Az Elso Iszlam Muveszettortenet" Magyar Nemzet 26 de mayo de 1988, p. 4.
- "Islam Centre and Mosque in Edinburgh" Al Hayat n.º 12932, 31 de julio de 1998, p. 1.
- "Islam Centre and Mosque in Edinburgh" Al Arab 31 de julio -1 de agosto de 1998, p. 1.
- "Basil Al-Bayati - Architect - New Book" Asharq Al-Awsat n.º 3825, 19 de mayo de 1988, p. 11.
- Al Bayati, Basil. "Built for Islam" Building Design n.º 1029, 5 de abril de 1991, p. 25.
- Al Bayati, Basil. "Design for Islam" Building Design n.º 963, 24 de noviembre de 1989, pp. 50–51.
- Fehervari, Geza. "Faith in Tradition" Building Design n.º 940, 9 de junio de 1989, pp. 26–27.
- Fehervari, Geza. "Back to Budapest" Building Design n.º 985, 11 de mayo de 1990, pp. 34–35.
- Fehervari, Geza. "A Centre of Islamic Culture in Hungary" Arts & the Islamic World Vol. 5, n.º 2, Verano 1990, Londres, pp. 46–48.
- Black, David. "Rushdie Protest Mars Ceremony" The Sunday Times Scotland 12 de marzo de 1989, p. 1.
- Yaseen, Nasir. "Architect Basil Al-Bayati and Edinburgh Mosque" Al-Quds Al-Arabi Vol. 10, n.º 2869, 10 de septiembre de 1998, p. 8.
- Latham, Ian. "Edited Highlights" Building Design 30 de septiembre de 1988, p. 29.
- Imam, M. "Meeting Point for Minorities in Edinburgh" Asharq Al-Awsat n.º 7185, 31 de julio de 1998.
- "New Cultural Centre at Ad-Dariyya" Albenaa Islamic Architecture Vol. 2, n.º 10, Riad, pp. 7–9.
- Holländer, Hans. "Besichtigung der Moderne: Bildende Kunst, Architektur, Musik, Literatur, Religion" Archis n.º 9, 1989.
- "Outrage" The Architectural Review n.º 10, octubre de 1993.
- Walker, Frank A. "Eastern Promise with a Tartan Overlay" The Scotsman n.º 45,596, 23 de octubre de 1989.
- "A Colloquium of Two Cultures, The Venice Biennale Explores The Architecture of Islam" Architectural Record febrero de 1983.
- "Architettura Nei Paesi Islamici - Seconda Mostra Internazionale di Architettura" Electa Editrice Venecia, 1982, pp: 91-93.

## Premios
- 1982: Primer premio en el Concurso de Mezquita de la Universidad Rey Saud.[12]
- 1982: Tercer premio en el concurso de la Ciudad de Abu Dhabi, UAE.[12]
- 1989: Otorgado una mención de honor por el jurado internacional de ‘Las Terrenas’, concurso de arquitectura, en la ciudad de Nueva York.[12]
- 1990: Primer premio en un concurso de MECO Sana’a, Yemen (hotel y centro de conferencias).[40]